# Huh Chang-soo
Huh Chang-soo (6 de octubre de 1948) es el presidente del Grupo GS. Huh tiene una licenciatura en administración de empresas de la Universidad de Corea y realizó un MBA en la Universidad de San Luís en Estados Unidos.
Huh se convirtió en presidente del Grupo GS en 2004 y es además presidente del FC Seúl desde 1998. Es conocido entre los aficionados al fútbol por ser tacaño y negarse a gastar dinero en transferencias pese a que el FC Seúl es uno de los clubes más ricos de Corea.

## Biografía
Nació el 16 de octubre de 1948 en Jinju, Gyeongsang del Sur, Corea del Sur, hijo de Heo Jun-koo y Koo Wi-sook, una monja.
Se licenció en Administración de Empresas en la Universidad de Corea y obtuvo un máster en Administración de Empresas en la Escuela de Negocios de la Universidad de St Louis.
En 2007, se le concedió el título honorífico de Doctor en Administración de Empresas por la misma escuela. En abril de 1977, comenzó su carrera empresarial como jefe del Departamento de Recursos Humanos de la Oficina de Planificación y Coordinación del Grupo Lucky.
En julio de 1979, se convirtió en jefe del Departamento de Planificación en el Extranjero de Bando Trading Company, y en febrero de 1982, se convirtió en vicepresidente senior de LG Trading Hong Kong, y en mayo de 1984, se convirtió en director de LG Trading Hong Kong, y en septiembre de 1984, se convirtió en director de LG Trading Tokio, y en mayo de 1986, se convirtió en director general de LG Trading Tokio.
En agosto de 1988, fue ascendido a Vicepresidente Ejecutivo de la División de Gestión de LGI, y en mayo de 1989, pasó a ser Vicepresidente de Lucky.
De mayo de 1992 a febrero de 1995, fue Vicepresidente de Kumseong Corporation, y de febrero de 1995 a marzo de 2002, Presidente de LG Electronics. Desde marzo de 2002 hasta la actualidad, ha sido presidente de GS E&C.
En 2004, LG Group, que en ese momento era propiedad en un 65% del Sr. Koo y en un 35% del Sr. Heo, comenzó a separar sus negocios de LG Group de mutuo acuerdo, adquiriendo los sectores de refino de petróleo, distribución y construcción, y el Sr. Heo fue nombrado presidente y consejero delegado de GS Group en 2005.
En diciembre de 2019, cedió la presidencia de GS Group a su hermano menor, Heo Tae-soo, y se retiró como presidente emérito. Estableció la estructura de gobierno centrada en el holding de GS Group y construyó una fuerte competitividad en los tres negocios principales de energía, distribución y construcción, y más que triplicó el tamaño de GS Group de 23 billones de KRW en ventas, 18 billones de KRW en activos y 15 filiales en sus inicios en 2004 a 68 billones de KRW en ventas, 63 billones de KRW en activos y 64 filiales a finales de 2018.